# خط لوله گاز ترنس‌خزر
خط لوله گاز ترنس‌خزر (ترکی آذربایجانی: Transxəzər boru xətti , ترکمنی: Transhazar turbaly geçiriji) یک خط لوله زیر دریایی پیشنهادی بین ترکمنباشی در ترکمنستان و باکو در آذربایجان است. بر اساس برخی پیشنهادها، این خط لوله همچنین شامل ارتباط بین میدان تنگیز در قزاقستان و ترکمنباشی می‌شود. پروژه خط لوله گاز ترانس خزر گاز طبیعی را از ترکمنستان و قزاقستان به کشورهای عضو اتحادیه اروپا منتقل می‌کند و روسیه و ایران را دور می‌زند. این خط لوله این کار را با تغذیه راه گذر گاز جنوبی انجام می‌دهد. این پروژه از آنجایی که منابع عظیم گاز ترکمنستان را به مصرف‌کنندگان عمده ترکیه و اروپا متصل می‌کند، توجه قابل توجهی را به خود جلب می‌کند.

## شرح

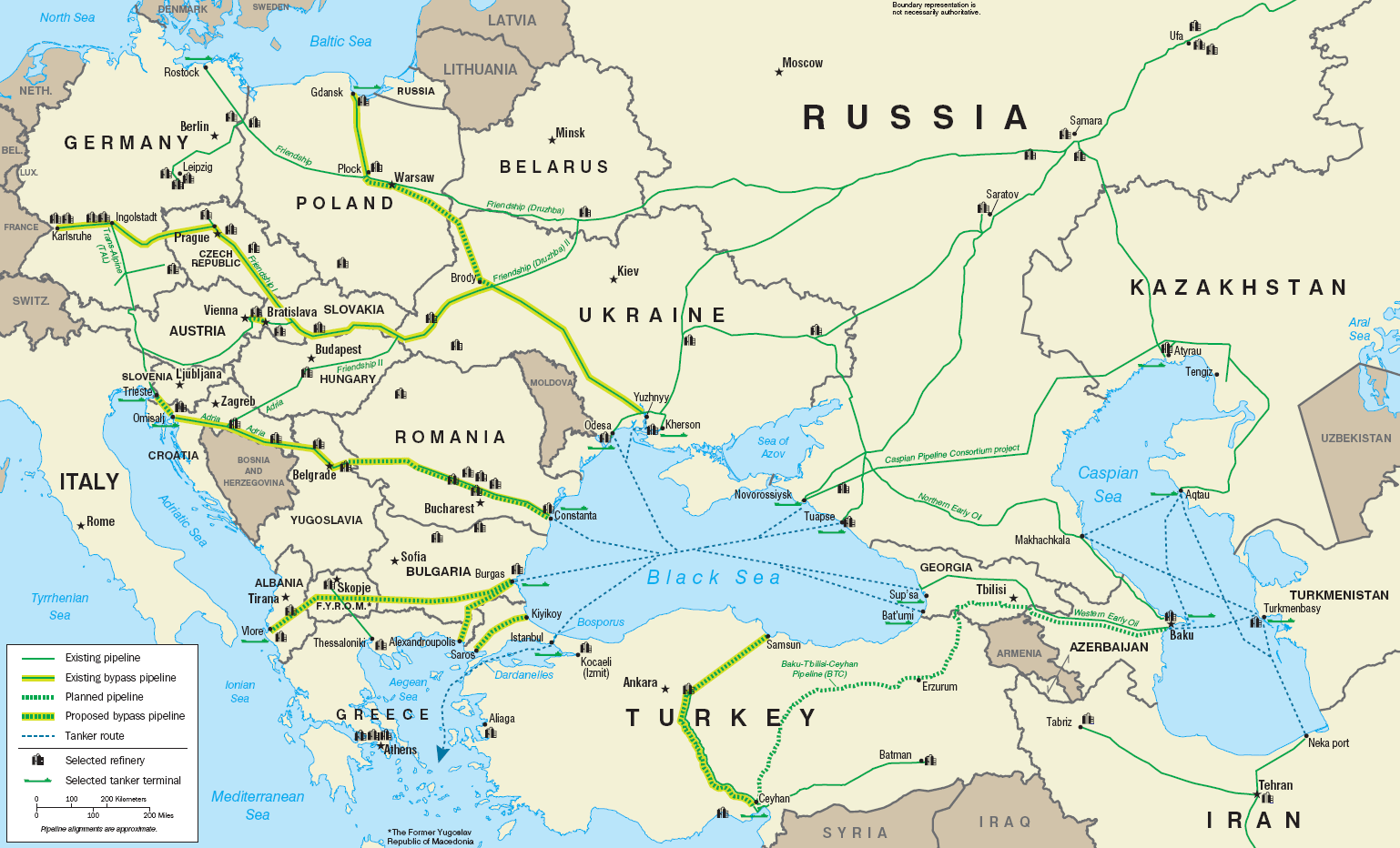
خطوط لوله نفت به اروپا

ظرفیت پیش‌بینی شده خط لوله ۳۰ میلیارد متر مکعب (۱٫۱ بیلیون فوت مکعب) گاز طبیعی در سال با هزینه تخمینی ۵ میلیارد دلار آمریکا است. این خط لوله در باکو، به خط لوله قفقاز جنوبی (خط لوله باکو - تفلیس - ارزروم) و از این طریق به خط لوله گاز ترانس آناتولی که برنامه‌ریزی شده‌است، متصل می‌شود. یک مطالعه امکان‌سنجی برای پروژه تأمین شده توسط آژانس تجارت و توسعه ایالات متحده توسط Granherne، یکی از شرکت‌های تابعه KBR انجام شده‌است.

## منتقدان
این پروژه به شدت مورد انتقاد روسیه و ایران قرار گرفته‌است، کشورهایی که سابقاً برای ترانزیت گاز ترکمنستان مهم بودند و رقبای فعلی آن هستند. الکساندر گولووین، فرستاده ویژه در امور دریای خزر، اعلام کرده‌است که یک خط لوله گاز بزرگ خطری جدی و خطرناک برای رونق کل منطقه به همراه خواهد داشت. به گفته وزارت منابع طبیعی روسیه، هرگونه خط لوله گاز یا نفت از کف دریای خزر از نظر زیست‌محیطی غیرقابل قبول است. روسیه همچنین این موضع قانونی را اتخاذ کرده‌است که یک پروژه خط لوله بالقوه، صرف نظر از مسیری که در بستر دریا طی می‌کند، برای ادامه به رضایت هر پنج کشور ساحلی دریای خزر نیاز دارد. ایران خاطرنشان کرده‌است که معاهدات امضا شده توسط ایران و اتحاد جماهیر شوروی در سال‌های ۱۹۲۱ و ۱۹۴۰ همچنان به قوت خود باقی است و هرگونه اقدامی که بدون رضایت همه کشورهای ساحلی انجام شود غیرقانونی خواهد بود. در رابطه با تصمیم اتحادیه اروپا در ۱۲ سپتامبر ۲۰۱۱، روسیه «ناامیدی» خود را ابراز کرد زیرا «به نظر می‌رسد بدون در نظر گرفتن وضعیت حقوقی و ژئوپلیتیکی پذیرفته شده بین‌المللی در حوزه خزر اتخاذ شده‌است» و به عنوان ساحل دریای خزر اتخاذ شده‌است. روسیه می‌تواند هرگونه توافق بین‌المللی را که اجازه ساخت خط لوله را بدهد، وتو کند.
در واکنش به طرح‌های سال ۱۹۹۹ برای خط لوله گاز ترنس‌خزر، روسیه و ایران در سال‌های ۲۰۰۱ و ۲۰۰۲ برای تشکیل کارتل گاز آسیای مرکزی با یکدیگر همکاری کردند. همچنین در غرب این نگرانی وجود داشت که همکاری نزدیک‌تر بین گرجستان و آذربایجان باعث انزوای ارمنستان و وسوسه آن برای تقویت روابط با روسیه و ایران شود.
در سال ۲۰۲۲، طرفداران یک خط لوله دریایی رقیب دریایی گفتند که دریای خزر از نظر مالی مقرون به صرفه نیست، زیرا اتحادیه اروپا با یک قرارداد طولانی مدت موافقت نمی‌کند چرا که آنها در حال دگرگون کردن منابع انرژی شان هستند.